# HMS Sweetbriar (K209)
HMS Sweetbriar (K209) je bila korveta razreda flower Kraljeve vojne mornarice, ki je bila operativna med drugo svetovno vojno.

## Zgodovina
Ladjo so 29. julija 1946 prodali in jo nato junija 1949 ponovno prodali, nakar so jo preuredili v nosilko boj in jo preimenovali v Star IX. Nato je bila ponovno prodana in preurejena v kitolovko, kar je bila vse do razreda aprila 1966 v Bruges.